# Беловцы (Черновицкая область)
Беловцы́ (укр. Білівці) — село в Хотинской городской общине Днестровского района Черновицкой области Украины.
Население по переписи 2001 года составляло 1114 человека. Телефонный код — 3731. Код КОАТУУ — 7325080401.

## История
В 1946 г. Указом ПВС УССР село Белоуцы переименовано в Беловцы.
До 2020 года входило в Хотинский район